# Agence de gestion des incendies et des catastrophes
L'Agence de gestion des incendies et des catastrophes (消防庁, Shōbōchō) (FDMA) est une agence externe rattachée au ministère des Affaires intérieures et des Communications du Japon.

## Description
L'Agence de gestion des incendies et des catastrophes a été créée en vertu de l'article 3, paragraphe 2, de la loi sur l'organisation du gouvernement national de 1948 et de l'article 2 de la loi sur l'organisation des services d'incendie de 1947. L'agence est chargée de superviser les efforts de lutte contre les incendies ainsi que la planification des projets, l'application des ordonnances et l'établissement normes et politiques en matière de lutte contre les incendies.
L'agence ne s'occupe pas de la lutte contre l'incendie, de la gestion directe ou des activités quotidiennes des différents services municipaux, mais elle possède et entretient les camions de pompiers, les hélicoptères et les autres véhicules de soutien utilisés par les différents services à l'échelle nationale. Elle fournit également des conseils et d'autres soutiens pour chaque département.
Il existe des bureaux préfectoraux de la FDMA dans tout le Japon pour aider à gérer les catastrophes naturelles, les attaques terroristes, etc. Une partie de sa structure depuis 2003 s'inspire de l'Agence fédérale de gestion des urgences aux États-Unis. Elle a été créée pour fournir une approche unifiée et gérer toute sorte de catastrophe. Son budget 2020 était de 16 344 273 000.